# Luigi Cecchi
Luigi Cecchi, noto anche con lo pseudonimo di Bigio (Roma, 25 maggio 1977), è uno sceneggiatore e fumettista italiano, anche autore di giochi di ruolo.

## Biografia
Consegue la maturità scientifica a Bracciano nel 1995, e poi sceglie di proseguire gli studi in Scienze Matematiche, Fisiche e Naturali, mentre comincia a lavorare come sviluppatore per Asterion Press, confezionando testi per Nefarum - Creature del Terrore ed Empirea. Nel 2006 vince, con il racconto di fantascienza distopica Gen-Art, il premio "Ce l'hai una storia?" indetto dall'Università della Tuscia e presieduto da Giorgio Manacorda; il racconto viene pubblicato in e-Book.
Nel 2007 abbandona gli studi universitari e sceglie di gestire una fumetteria a Bracciano, mentre si dedica alla scrittura narrativa. Suoi racconti vengono pubblicati in raccolte e riviste (Nuova Prosa) e partecipa al romanzo noir collettivo Verità Imperfette a cura di Luigi De Pascalis e Nicola Verde. Nel 2011 partecipa al Premio Italo Calvino, e la sua raccolta “Frammenti” viene elencata tra i “segnalati”. Da questa verrà pubblicato un testo breve (Amilcare) sul sito del premio.. La raccolta presentata (Frammenti), viene pubblicata nel 2015 dalla Del Vecchio Editore con il titolo Il Karma del Pinolo, e vede un'ottima accoglienza nella critica indipendente e non (L'Indice, Il Giornale, Senzaudio, SulRomanzo, Mangialibri). Nel 2016 la raccolta vince il Premio Biblioteche di Roma.
Nel frattempo, nel 2011 Cecchi ha cominciato a sperimentarsi come fumettista in una narrazione a fumetti parodistica del genere fantasy, Drizzit, che attira l'attenzione di alcuni addetti nel settore e che in seguito verrà pubblicata da Shockdom, a partire dal 2013. La linea principale del fumetto si è esaurita nel 2019 con il volume Niente finisce davvero (Shockdom). Il tratto e la stesura del colore dimostrano un’acquisizione costante di competenza e rendono più evidente la capacità narrativa dell'autore. Tra il 2013 e il 2020 si sviluppa anche il ciclo di The Author, pubblicato da due case editrici, Shockdom e in seguito MiniG4m3sStudio, un fumetto web e cartaceo che racconta la storia di un alter ego fittizio dell'autore, giocando sui livelli narrativi finzionali e autobiografici fondendoli in un genere umoristico a tratti satirico della condizione dello scrittore/fumettista/game designer.
I fumetti gli guadagnano soprattutto una grande attenzione di pubblico. In tutti gli anni di attività fumettistica, molte le attività collaterali: partecipa a diverse iniziative e fiere, lavora alla sceneggiatura del fumetto fantasy comico M, disegnato da Emanuele Tonini e colorato da Alberto "Albo" Turturici. La collaborazione con i giovani fumettisti Davide Caporali (Dado) e Simone Albrigi (Sio) vede una concretizzazione nella performance 24OreComics, ispirata alla 24 Hour Comic ideata da Scott McCloud, in cui fumettisti da tutta Italia si connettono per realizzare un fumetto in 24 tavole in 24 ore. Dalle "sfide" delle performance, tra il 2015 e il 2019, scaturiscono 6 sue storie a fumetti, 5 delle quali pubblicate anche in volume: Secondo Natura, Shockdom; Lo Zukkuppuh e De.Terminazione, TreTrighi; Days (raccolta di D-rain e La morte non è nulla; Laputa - che ottiene le migliori recensioni. Le storie raccolte in TreTrighi Collection e in Days ricevono buona accoglienza critica: "Tanto quanto le storie di Sio sono funamboliche e comicamente assurde, i fumetti di Biagio sono posati e rettilinei, diretti e precisi, con uno spazio narrativo equamente diviso tra azione e riflessione, tra “ragione e sentimento”, e arricchiti dalla creazione di mondi fantastici che il suo approccio rigoroso contribuisce a rendere reali e plausibili per tutta la durata della storia. Biagio riesce a condurci esattamente lì dove voleva che finissimo, e riesce a farlo intrattenendoci, coinvolgendoci e facendoci riflettere – sia quando narra le avventure di un cucciolo alieno e del suo padrone e sia quando ci racconta un futuro post-apocalittico nel quale i robot sorvegliano i pochi umani dormienti rimasti al mondo.".
Dal fumetto Drizzit vengono sviluppati, Drizzit - Il Gioco di Carte e Drizzit - Il gioco di ruolo. Quest'ultimo, nel 2016, è stato finalista al Gioco di ruolo dell'anno a Lucca Comics & Games.

## Opere

### Narrativa
- Dodici dita, in Rac-corti #4, Giulio Perrone (2009)
- Cupio Dissolvi, in Verità Imperfette (Racconto/capitolo di romanzo a tasselli), Del Vecchio Editore (2013)
- Il Karma del Pinolo, Del Vecchio Editore (2015)
- La breve esistenza di Adriano Meis, in Déjà-vù, a cura di Antonio Esposito, Polidoro Editore (2020)
- Tutto ciò che sappiamo del Kondrò. 88 microstorie e una storia a bivi, Del Vecchio Editore (2021)

Narrativa-gioco (libri e racconti game)
- Makhturn - Il Risveglio, GateOnGames (2022)
- Makhturn - La Fuga, GateOnGames (2023)

### Narrativa a fumetti

#### Saga di Drizzit (in ordine di sviluppo della storia)
- Le origini, Shockdom (2013)
- Il tesoro del Drago, Shockdom (2013)
- Legami di sangue, Shockdom (2013)
- L'amore è un carnotauro rosa, Shockdom (2013)
- Quel demone che non ti aspetti, Shockdom (2014)
- Il popolo del cristallo rosso, Shockdom (2015)
- 10 eroi e 1/2 per salvare il regno, Shockdom (2016)
- Le migliori pagine della mia vita, Shockdom (2017)
- 16 fatiche di Drizzit - La sfida dell'oste di Topple, Shockdom (2018)
- 16 fatiche di Drizzit - Il ritorno di Baba Yaga, Shockdom (2019)
- Niente finisce davvero, Shockdom (2020)

#### Ciclo di The Author
- The Author Vol. 1, Shockdom (2015)
- The Author Vol. 2, Shockdom (2016)
- The Author Vol. 3, Mini G4m3s Studio (2017)
- The Author Vol. 4, Mini G4m3s Studio (2020)
- The Author - Instagrave, Tora Edizioni (2022)
- The Author - Musae Compendium, Tora Edizioni (2023)

#### Saga di Fantasy Ender
- Fantasy Enders - 8-Bit Collection, Laputa (2021)
- Fantasy Enders - Vanth Very Secret Files, Tora Edizioni (2021)
- Fantasy Enders - Baba Yaga Very Very Secret Files, Tora Edizioni (2022)
- Fantasy Enders - Ariadna Very Secret Files, Tora Edizioni (2022)
- Fantasy Enders - Pandora/Pannocchia Secret Files, Tora Edizioni (2023)

#### Saga di Newt & Bobo
- Newt & Bobo - Cacciatori di meteore, Shockdom (2022)

#### Saga di Bikini Armors
- Bikini Armors vol. 1, SaldaPress (2023)
- Bikini Armors vol. 2, SaldaPress (2024)

#### Racconti a fumetti
- Secondo Natura, in 24orecomics #formagginoalburro, Shockdom (2015)
- De-Terminare, Lo Zukkhuppuh, in TreTrighi Collection (2016)
- Days (contiene D-Rain e La morte non è niente), Laputa 2018 (con prefazione di Ilaria Troncacci, Postfazione: Il vacuo, la morte, il doppio di Paola Zoppo)[17]